# 충청남도의 코로나19 범유행
다음은 충청남도에서의 코로나19 범유행에 대한 설명이다.

## 경과
2020년 2월 21일 첫 확진자가 나왔으며 계룡시 거주자이며, 공군 장교이다.
2020년 7월 말에 첫 사망자가 나왔으며, 논산시 거주자로, 순천향대학교병원에서 사망하였다.
2020년 9월~12월에는 천안시, 금산군, 아산시, 공주시에서 첫 코로나 사망자가 발생히였다. 단국대학교병원, 공주의료원, 홍성의료원, 천안의료원외 13개소 치료중 사망하였다.
2021~2023년에는 사망자가 1602명이 되었다. 당진시, 청양군, 서산시, 서천군, 보령시, 부여군, 예산군, 홍성군, 태안군, 계룡시에서 첫 사망자가 발생하였다. 서산의료원, 순천향대학교병원 외 12개소 치료중 사망하였다.
2021년 10월 20일 충청남도 누적 확진자가 1만명을 돌파하였다.
2022년 1월 18일 충청남도 누적 확진자가 2만명을 돌파하였다.
2022년 2월 6일 충청남도 누적 확진자가 3만명을 돌파하였다.
2022년 2월 12일 충청남도 누적 확진자가 4만명을 돌파하였다.
2022년 2월 16일 충청남도 누적 확진자가 5만명을 돌파하였다.
2022년 2월 19일 충청남도 누적 확진자가 6만명을 돌파하였다.
2022년 2월 22일 충청남도 누적 확진자가 7만명을 돌파하였다.
2022년 2월 24일 충청남도 누적 확진자가 8만명을 돌파하였다.
2022년 2월 28일 충청남도 누적 확진자가 9만명을 돌파하였다.
2022년 2월 26일 충청남도 누적 확진자가 10만명을 돌파하였다.
2022년 3월 7일 충청남도 누적 확진자가 15만명을 돌파하였다.
2022년 3월 12일 충청남도 누적 확진자가 20만명을 돌파하였다.
2022년 3월 16일 충청남도 누적 확진자가 25만명을 돌파하였다.
2022년 3월 19일 충청남도 누적 확진자가 30만명을 돌파하였다.
2022년 3월 26일 충청남도 누적 확진자가 40만명을 돌파하였다.
2022년 4월 2일 충청남도 누적 확진자가 50만명을 돌파하였다.
2022년 4월 13일 충청남도 누적 확진자가 60만명을 돌파하였다.
2022년 5월 17일 충청남도 누적 확진자가 70만명을 돌파하였다.
2022년 8월 6일 충청남도 누적 확진자가 80만명을 돌파하였다.
2022년 8월 24일 충청남도 누적 확진자가 90만명을 돌파하였다.
2022년 10월 3일 충청남도 누적 확진자가 100만명을 돌파하였다.